# Ефект хвилі
Ефект хвилі — груповий ефект, поширення в групі ідей, цілей, норм і цінностей, коли вони відповідають потребам та інтересам людей, а не суперечать їм.

## Психологічна характеристика
Це поширення в групі ідей, цілей, норм і цінностей. Окрема людина ділиться новою ідеєю зі своїм найближчим оточенням, ця ідея доповнюється та розвивається членами групи. Ідея починає поширюватись серед інших членів групи, здійснюється її групова оцінка та обговорення, ідея охоплює все більше людей. Це можливо лише тоді, коли нова ідея відповідає потребам та інтересам людей, а не суперечить їм. Якщо ідея відповідає інтересам людей і розвивається ними, то ефект хвилі посилюється. Якщо ідея суперечить інтересам людей, то хвиля затухає.